# Heckler & Koch HK21
La HK21 es una ametralladora de propósito general alemana calibre 7,62 mm, desarrollada en 1961 por la empresa Heckler & Koch y basada en el fusil de combate G3. Es empleada por las fuerzas armadas de varios países asiáticos, africanos y latinoamericanos. También es fabricada bajo licencia en Portugal por la Fábrica do Braço de Prata como la m/968 y en México por la SEDENA como la MG21. En el Bundeswehr y la Bundespolizei es denominada "G8".

## Detalles de diseño
La HK21 es un arma con fuego selectivo accionada por retroceso retardado mediante un mecanismo semirrígido que retrasa el retroceso del cerrojo. Este retraso fue obtenido al aumentar artificialmente la inercia del cerrojo al emplear un sistema de transmisión angular, interpuesto, instalado paralelo al cañón, con dos rodillos cilíndricos que actúan como elementos de transmisión contra una pieza de acerrojado móvil que impulsa el pesado portacerrojo.
El cerrojo de dos piezas consiste de un cabezal que contiene los ya mencionados rodillos, una pieza de apoyo y el portacerrojo. Durante la secuencia de "descerrojado", el cabezal recibe el impulso del retroceso producido al disparar un cartucho y ejerce presión contra los rodillos, insertados en hendiduras de la extensión del cañón. Los rodillos son empujados hacia adentro sobre rampas en ángulo de la extensión del cañón e interaccionan con la pieza de acerrojado en forma de cuña, empujándolo hacia atrás. Por lo cual así se mantiene una tasa de transmisión de 4:1 (mientras que los rodillos se muevan sobre las superficies inclinadas de la extensión del cañón y la pieza de acerrojado) del portacerrojo y la pieza de acerrojado anexa al cabezal; el portacerrojo retrocede cuatro veces más rápido que el cabezal del cerrojo, asegurando una caída de presión dentro del cañón previa a la extracción. Ya que la extracción se efectúa bajo una presión relativamente alta, las paredes de la recámara del cañón tienen acanaladuras diseñadas para ayudar a salir al hinchado casquillo.
El cerrojo tiene un extractor accionado mediante resorte y un mecanismo antirebote que evita el desvío del cabezal del cerrojo de la extensión del cañón antes que este vuelva a su posición original. El sistema eyector de palanca se encuentra dentro del sistema del gatillo y es accionado a cada disparo por el cerrojo que retrocede. El arma tiene un percutor accionado mediante martillo y dispara a cerrojo cerrado. El sistema del gatillo, que está incorporado en el pistolete y unido al cajón de mecanismos por una bisagra, está equipado con un selector de fuego (palanca en posición "E" o "1", fuego semiautomático; en "F" o "20", fuego automático) que a su vez es el seguro (en posición "S" o "0", se desactiva el gatillo y la ametralladora está "asegurada").  
La ametralladora es alimentada desde el lado izquierdo a través de una variedad de cintas de eslabón desintegrable: la M13 estadounidense, su contraparte alemana DM6 o la cinta segmentada alemana DM1. La unidad de alimentación con rueda tractora fue diseñada como una pieza de fácil retirada que se inserta en la parte inferior del bloque de alimentación (instalada en el lugar del brocal del cargador estándar), debajo del eje del cañón. Como resultado de esta configuración (el cerrojo pasa por encima de la cinta), la cinta de munición es alineada al revés en comparación a la mayoría de armas alimentadas mediante cinta (los eslabones van hacia abajo).
El mecanismo de alimentación es accionado por el movimiento del cerrojo; un entalle curvo en la parte inferior de este acciona un resalte del mecanismo de alimentación, que hace girar los dos engranajes y sitúa un nuevo cartucho delante del cerrojo. La sencilla conversión de alimentación mediante cinta a cargador se hace instalando un adaptador en el bloque de alimentación, que permite el empleo del cargador de 20 balas del fusil HK G3 o de un tambor de 50 balas. La HK21 tiene un cajón de mecanismos del G3 modificado que ha sido extendido hacia el punto de mira y está equipado con un bípode desmontable (montado tanto delante del mecanismo de alimentación, como cerca de la boca del cañón) y puntos de anclaje para su montado sobre trípodes y a bordo de vehículos. La HK21 tiene casi un 48% de piezas intercambiables con el G3.
La HK21 tiene un cañón pesado de cambio rápido equipado con un apagallamas ranurado y miras mecánicas ajustables, con un punto de mira encapuchado y un alza de abertura ajustable desde 100 hasta 1.200 m, con incrementos de 100 m. Mediante el simple cambio de varias piezas, tales como el cañón, el cerrojo y la unidad de alimentación, la ametralladora puede ser rápidamente modificada para emplear los cartuchos intermedios 7,62 x 39 y 5,56 x 45 OTAN.

## Variantes

### G8 y G8A1
El Ejército alemán, la Armada alemana y la Policía Federal Alemana emplean una variante de la HK11 denominada Gewehr-8 (o G8). Se le pueden montar miras telescópicas y tiene un cañón de cambio rápido con bípode, que puede ser un cañón pesado encamisado o un cañón pesado para fuego automático. Fue diseñada para emplear el cargador de 10 o 20 balas del G3 cuando es empleada como fusil de tirador designado, pero también puede emplear un tambor de 50 balas para fuego de apoyo sostenido o de supresión. La G8A1 modificada adoptó las mejoras de la serie HK11A1 y solamente podía ser alimentada mediante cargadores y tambores.

### Serie GR
Las ametralladoras Heckler & Koch de la serie GR fueron "saneadas" (es decir, no tienen números de serie o marcajes que las puedan identificar) para ser empleadas por unidades de las fuerzas especiales. Se distinguen de las ametralladoras estándar por tener miras telescópicas, no tienen miras mecánicas y vienen camufladas con los diseños Woodland (sufijo -C) o Desierto (sufijo -S).
- Fusil automático GR-6 (HK13).
- Ametralladora ligera GR-9 (HK23).

### HK21A1
A comienzos de la década de 1970, se simplificó el diseño de la HK21 y el mecanismo de alimentación fue modificado. El peso de la ametralladora aumentó, se le agregó un asa de transporte y una culata con un mecanismo reductor de retroceso mejorado. Desde entonces, la HK21 fue ofertada en dos variantes principales: la ametralladora de propósito general HK21A1 (con un mecanismo de alimentación por cinta modificado) y el fusil automático HK11A1 (optimizado para solamente ser alimentado mediante cargador). El HK11Ai demostró ser más exitoso como producto de exportación y fue adoptado por el Ejército griego, así como varios ejércitos africanos y asiáticos. Ambas armas, al igual que la HK21 original, pueden ser recalibradas para emplear el cartucho 5,56 x 45 OTAN mediante el cambio de las piezas adecuadas.

### HK21E
Durante la década de 1980, tanto la HK21A1 y la HK11A1 fueron modernizadas, dando origen a una nueva familia modular de ametralladoras que comparten el mismo cajón de mecanismos, sistema de gatillo, cañones intercambiables y unidades de alimentación, las cuales son:
- Fusil automático HK11E (alimentado mediante cargador, 7,62 x 51 OTAN)
- Fusil automático HK13E (alimentado mediante cargador, 5,56 x 45 OTAN)
- Ametralladora de propósito general HK21E (alimentada mediante cinta, 7,62 x 51 OTAN), que también es fabricada bajo licencia en México para sus Fuerzas Armadas.
- Ametralladora ligera HK23E (alimentada mediante cinta, 5,56 x 45 OTAN).

La "E" significa "Modelo de Exportación".
Comparadas con las viejas HK21A1 y HK11A1, las armas modernizadas "Exportación" tienen una cubierta del cañón más larga, extendida 94 mm hacia adelante, que a su vez produce un radio de puntería más largo; el pasador del cañón fue modificado (también se le agregó un cañón más largo a la HK21E); se incorporó un modo de ráfaga corta (tres disparos) en el sistema de gatillo como la cuarta opción del selector; se añadió un asa de polímero al cañón; se modificó el alza con un tambor ajustable; el bípode plegable simple fue reemplazado por uno con ajuste de altura en tres posiciones; el mecanismo de alimentación fue modificado para proveer alimentación continua (al moverse el cerrojo en dos etapas, durante el avance y el retroceso de este), un botón de desbloqueo para recarga silenciosa fue incorporado y las ametralladoras fueron adaptadas para emplear montajes estándar OTAN para miras telescópicas. Cuando es empleada para apoyo de infantería, la HK21E almacena su cinta de balas en un contenedor de chapa de acero con capacidad para una cinta de 100 balas, sujeto debajo del cajón de mecanismos. La capacidad de emplear cargadores del HK G3 o el M16 (en la HK23E), así como tambores está disponible con un juego de alimentación modular opcional que se compone del cerrojo, muelle recuperador y módulo de alimentación o brocal del cargador. El trípode con reductor de retroceso pesa 10,5 kg (23 libras).

### HK25
Se propuso una variante ametralladora pesada de la HK21 que disparase el cartucho 12,7 x 99 OTAN, pero nunca entró en producción.

## Usuarios
- Alemania[5]
- Argentina: Utilizado por las fuerzas de operaciones especiales de la Armada Argentina.
- Bangladés: HK11A1 y HK21A1.[6]
- Bolivia[7]
- Brasil: Es empleada por el Batallón de Operaciones Policiales Especiales.[8]
- Brunéi: HK21A1.[6]
- Camerún:HK21.[6]
- Catar:HK21.[6]
- Colombia: HK21E1.[6]
- Chile :Armada de Chile
- Ecuador[4]
- El Salvador[6]
- Emiratos Árabes Unidos: HK23E.[6]
- Estados Unidos: Fue empleada por los SEAL en la Guerra de Vietnam[1] y por el Delta Force en la Operación Eagle Claw en 1980.[4] Actualmente es empleada por varias unidades especiales estadounidenses y agencias policiales.[4]
- Finlandia[4]
- Grecia: HK11A1,[6] fabricada bajo licencia.[9]
- Jordania: HK21E.[6]
- Kenia: HK21A1.[6]
- Malasia: HK11A1 y HK21E.[6]
- México: HK21A1.[10]
- Níger: HK11 y HK21.[6]
- Nigeria: HK21.[6]
- Paraguay[11]
- Perú[4]
- Portugal: HK21,[6] fabricada bajo licencia.[9]
- Senegal: HK21.[6]
- Sri Lanka: HK11 y HK21.[6]
- Sudán: HK21.[6]
- Suecia:[7] Solo fue probada por la Guardia Nacional.[12]
- Tailandia[4]
- Turquía: La Gendarmería turca emplea la HK23E.[13]
- Uganda[7]